# Francisco Dieste Buil
Francisco Dieste Buil (Abiego, h. 1740 - Lanaja, 1800) fue un ilustrado español del siglo XVIII, conocido por sus iniciativas para reformar la economía aragonesa. Es especialmente famoso por sus escritos sobre ganadería y caza, de valor histórico para el estudio de la evolución de la ganadería y veterinaria.

## Biografía
Nacido en Abiego, era infanzón. Consta posteriormente como jurista en Zaragoza, particularmente vinculado a las asociaciones de ganaderos que eran una de las principales actividades económicas en Aragón. Esta ganadería, principalmente ovina para la exportación de lana como materia prima a hilar en el extranjero era una de las grandes dinámicas bajo discusión en el mundo económico del periodo. Ya en el siglo previo, autores como Antonio Cubero y Sebastián habían propuesto medidas destinadas a disminuir el déficit comercial que sin embargo habían contado con la oposición de estos ganaderos. Dieste manifestó una postura mercantilista similar, combinadas con otras ideas del siglo XVIII como las de Thomas Malthus, que veía necesario un incremento de la producción agroganadera para permitir un incremento poblacional como el que Dieste deseaba para Aragón.
Posteriormente se asentó en la localidad de Lanaja, donde lideró múltiples iniciativas para desarrollar la vida económica de la localidad. Consta ahí desde 1770 como escribano real. Apenas dos años después empieza a adquirir terrenos agrícolas en la localidad, empezando un largo pleito con otros propietarios por el regadío de sus respectivas fincas. El desarrollo del riego para mejorar la producción agrícola fue una de sus preocupaciones constantes, instalando una noria para expandirlo en Lanaja. Se ha trazado a estas iniciativas y a su oficio de escribano el microtopónimo de "aldea del secretario" en el término de Lanaja.
Dieste fue miembro de la Real Sociedad Económica Aragonesa de Amigos del País desde 1777 y expandió sus intereses más allá de la agricultura estableciendo una escuela de hilado en Lanaja en 1780. Esta, que seguía una experiencia previa reciente en Zaragoza, permitía aumentar la producción local de textiles en vez de importar producto elaborado y era una fuente de empleo femenino. La escuela fue bien recibida, siendo sus premios extraordinarios noticia en la Gaceta de Madrid.
La obra magna de Dieste fue un tratado económico que redactó en 1781, dividido en tres partes:
- La primera, dedicado a la avicultura o cría de aves es considerado uno de los primeros tratados conocidos sobre la especialidad. Dieste trata en esta parte sistemáticamente temas como la ubicación y dimensiones de los gallineros,[6] sus medidas higiénicas,[7] la alimentación de los animales[8] o la selección de estos.[9] Dieste muestra gran interés por este campo, que ve subdesarrollado frente a la cría de otros ganados cuando en su opinión podría desarrollarse sin perjuicio y con fácil compatibilización con otras actividades económicas por no requerir trashumancia.[10] Dieste igualmente señala que el déficit de producción era subsanado con importaciones del extranjero muy mal consideradas desde la perspectiva mercantilista.[11]
- La segunda, dedicada a la cría de carneros. Es significativo el análisis económico que hace Dieste, que apunta que el beneficio esperado es menor que invirtiendo en avicultura,[12] en medio de los debates de la época donde el ya establecido sector del ovino a menudo se oponía al desarrollo de la avicultura.[10]
- La tercera, dedicada a la regulación de la caza para el control de poblaciones consideradas perjudiciales para el sector primario es considerada un hito el desarrollo de teorías cinegéticas desde el punto de vista economista del periodo.[13] La obra tiene también valor histórico como fuente para el conocimiento de la fauna regional en el periodo.[2]

La obra fue finalmente publicada en 1785 y fue reeditada hasta fechas tan tardías como 1930.
Dieste compatibilizó su empleo de jurista con estas actividades. Consta su mediación ante el conde de Sástago para obtener fondos para la iglesia de Alcubierre en 1783-1784. En 1791 era escribano del crimen mientras que en 1792 se le cita junto a Felipe Escanero como introductor en la zona del cultivo de la vid.
Falleció en Lanaja en 1800.